# MicroStation
MicroStation je soubor software z rodiny CAD, který je určen pro návrh v 2D i v 3D a je vyvíjen firmou Bentley Systems od osmdesátých let 20. století, původně pod názvem IGDS. V 80. letech byl prodáván a vyvíjen firmou Intergraph. Poslední verze jsou určeny pouze pro operační systémy z rodiny Microsoft Windows, dřívější byly i pro UN*Xové systémy. Mezi oblasti jeho použití patří inženýrství, architektura a kartografie.
Jako základní formát používá DGN, ale je schopen využívat i jiné formáty běžné v odvětví, například DWG a DXF. Výsledné obrázky umí zapsat například ve formátech JPEG a BMP, animace v AVI a 3D scény ve VRML a PDF.
Pro Microstation je k dispozici několik oborových rozšíření, např. Bentley Architecture, Bentley InRoads nebo Bentley MXROAD.